# كلارنس راي كاربنتر
كلارنس راي كاربنتر (بالإنجليزية: Clarence Ray Carpenter)‏ هو عالم حيوانات أمريكي، ولد في 28 نوفمبر 1905 في مقاطعة لينكن في الولايات المتحدة، وتوفي في 1 مارس 1975 في أثينا في الولايات المتحدة.